# Coalseam Conservation Park
Coalseam Conservation Park är en park i Australien. Den ligger i delstaten Western Australia, omkring 330 kilometer norr om delstatshuvudstaden Perth.
Trakten runt Coalseam Conservation Park är nära nog obefolkad, med mindre än två invånare per kvadratkilometer.. Det finns inga samhällen i närheten.
Omgivningarna runt Coalseam Conservation Park är i huvudsak ett öppet busklandskap. Genomsnittlig årsnederbörd är 383 millimeter. Den regnigaste månaden är juni, med i genomsnitt 59 mm nederbörd, och den torraste är februari, med 4 mm nederbörd.